# استارت (لوئیزیانا)
استارت (به انگلیسی: Start) شهری در ایالت لوئیزیانا کشور ایالات متحده آمریکا است که جمعیت آن در سرشماری سال ۲۰۱۰ میلادی، ۹۰۵ نفر بوده‌است.